# Medier i USA
Medier i USA utgörs främst av TV, radio, tidskrifter och webbplatser.
Pressfriheten i USA garanteras i grundlagen och massmedierna är fristående från staten.  I USA finansieras de flesta massmedier till stor del med reklam och de ägs av privata företag. Det enda undantaget är National Public Radio (NPR) och Public Broadcasting Service (PBS) som drivs utan vinstsyfte och kan liknas vid europeiska public service-bolag. 
USA har genomgått förändringar inom medielandskapet från år 2000 och framåt. Det är en ny teknik inom IT-sektorn som främst har förändrat rådande affärsmodeller och konsumtionsmönster. 

## Dagspressen
De senaste åren har dagspressen i USA varit inne i en accelererande kris. Under andra halvan av 00-talet förvärrande finanskrisen problemen inom tidningsbranschen, vilket resulterade i konkurser och nedlagda tidningar. Sammanslagningar, nedskärningar och minskad utgivningsfrekvens har varit försök till lösningar av detta. Antalet dagstidningar i USA år 2013 var cirka 1350, vilket var ungefär hundra färre än vad som fanns år 2002. 
USA:s stora kvalitetstidningar har en avgörande roll för samhällsdebatt och politik, även om de har relativt begränsad spridning. Det är många bedömare som anser att utvecklingen av tidningar på internet är ett stort demokratiproblem. Då det blir allt fler större städer som saknar en dagstidning och redaktioner skärs ned så minskar bevakningen av den politiska makten. 

## Televisionen
TV-marknaden i USA har länge dominerats av tre stora nätverk: American Broadcasting Company (ABC), Columbia Broadcasting System (CBS) och National Broadcasting Company (NBC). De har haft en dominerande roll för både nyhetsförmedlingen och utbudet av underhållningsprogram. Dock har kabel- och satellit-TV minskat deras dominans drastiskt. Antalet unga amerikaner som tittar på de lokala kanalerna har sjunkit de senaste åren, de kommersiella TV-stationerna har tappat mer än hälften av sina tittare sedan år 1980 när det gäller nyhetssändningar. Detta är främst på grund av den dominerande kabelkanalen Fox News, ägd av mediemogulen Rupert Murdoch. Kanalen har kritiserats och anses vara subjektiv och ha republikanska orienterade åsiktsprogram och nyhetsinslag. 
I USA finns det så kallade Public Broadcasting Service (PBS) som är ungefär som Sveriges public service-program. Det är ett allmännyttigt televisionsbolag. Nätverket finansieras av donationer från privatpersoner, organisationer och företag som frivilligt skänker pengar. I PBS-programmen i USA ligger fokus på nyheter, vetenskap, samhälle, kultur och independentfilmer.
Utbudet av kabel-TV är gigantiskt. Det finns inte bara kommersiella utan även ett stort antal kanaler med politisk eller religiös inriktning. Cirka 90 % av de amerikanska hushållen har tillgång till kabel- eller satellit-TV. 

## Radio
I USA finns cirka 10 000 kommersiella radiostationer samt en del icke kommersiella stationer där många är sammanknutna i nätverket National Public Radio (NPR).  NPR:s radiostationer skiljer sig från de flesta kommersiella kanalerna, de är allmännyttiga radionätverk. De spelar seriös musik, har kommenterande program och underhållning. NPR finansieras genom sponsring, lyssnarinsamlingar samt avgifter från medlemsstationerna. Dessa radiokanaler har dock svårare att få många lyssnare om man jämför med deras kommersiella konkurrenter. 
Det är allt fler som börjar att lyssna på radio via internet och de flesta stationerna har även en verksamhet på webben. 
Radiomediet är viktigt för USA:s informationsverksamhet i utlandet. Voice of America, som är statligt kontrollerat, har stationer i flera länder och är betydelsefullt för nyhetsförmedlingen till de forna öststaterna i Europa. 

## Yttrandefrihet
USA har en fri, mångsidig och grundlagsskyddade press. Trots att tidningar har varit i en ekonomisk nedgång under ett antal år, behåller medielandskapet en hög grad av objektivitet. Internet är utbrett och obegränsat, och nyhetssidor utgör en stor källa till politiska nyheter. Även kabel-TV och radioprogram är stora källor. Nyhetsbevakningen har blivit mer polariserad, deras kommentatorer ger ett genomgående höger- eller vänsterperspektiv. 
Enligt reportrar utan gränser rankas USA som att ha en godtagbar situation när det gäller pressfrihet och ligger på plats 41 i världen. 